# الحرس الرئاسي (فيتنام الجنوبية)
الحرس الرئاسي، كانت وحدة عسكرية تابعة لجيش جمهورية فيتنام (ARVN) التي تم تكليفها بحماية رئيس جمهورية فيتنام شخصيًا، لدولة فيتنام القومية التي كانت موجودة من عام 1955 إلى عام 1975. شكلت هذه القوة حصنًا للدفاع ضد الانقلابات المستمرة، ومنعت الانقلابات السابقة ضد الرئيس «نجو دينه ديم»وتم الحفاظ عليها لمنع المزيد من الانقلابات في أعقاب عدم الاستقرار السياسي الذي أعقبها.

## تاريخ

### انقلاب 1960
أثناء محاولة الانقلاب في فيتنام الجنوبية عام 1960، دافع 60 عضوًا من الحرس عن قصر الاستقلال عندما تعرض للهجوم من قبل قوات المظلات التابعة للجيش في الصباح الباكر من يوم 11 نوفمبر. كانت قد أُبلغت قوات المظليين أن الحرس تمرد وأسر الئيس «دييم». في الوقت نفسه، سيطرت قوات متمردة أخرى على معظم المواقع الرئيسية التي تسيطر عليها الدولة. نجح الحرس القصر وأراضيه المحيطة في الدفاع عن المنطقة مما أجبر المظليين على إحضار رجال إضافيين ثم خمس مركبات مدرعة لكنهم لم يتمكنوا من التغلب على الحرس وانهار الانقلاب عندما أحضر «دييم» قوات موالية. :108–9

### انقلاب 1963
أثناء انقلاب عام 1963، هاجمت قوات المتمردين من الفرقة الخامسة من الجيش بقيادة العقيد «نجوين فان ثيو» ووحدات المدرعات والمدفعية قوات الحرس المسلحة بالدبابات والمدفعية وقذائف الهاون والرشاشات. :409–10سرعان ما حولت مدفعية المتمردين الثكنات بجانب القصر إلى أنقاض بينما أطلقت قوات الحرس النار ردًا على ذلك. :410–2في القصر الرئاسي، دافع حوالي 150 حارسًا عن المبنى باستخدام المدافع الرشاشة والمضادة للطائرات من المخابئ، وباستخدام الدبابات والمدافع عيار 20 مم المثبتة على المركبات المدرعة. :410وبما أن الرئيس «دييم» رفض الاستسلام، قاد «ثيو» بعد غروب الشمس فرقته السابعة في هجوم على القصر. استخدموا المدفعية وقاذفات اللهب وسقط القصر بحلول فجر يوم 2 نوفمبر بعد أن أعطى «دييم» الأمر أخيرًا للحرس بالاستسلام. :412–5بلغت خسائر الحرس في الانقلاب أربعة قتلى و44 جريحًا. :419

## الجنود والمعدات
في أغسطس 1963، تولى المقدم «نجوين نجوك خوي» قيادة الحرس، وبلغ عدد أفراده 2500 رجل. وشملت أسلحتها الثقيلة 10 دبابات من طراز M24 Chaffee ، وست ناقلات جند مدرعة من طراز M113 ، وست مركبات قتالية مدرعة من طراز M114 ، ومركبات مزودة بـ M45 Quadmounts ، وبنادق عديمة الارتداد وقاذفات بازوكا.